# Slow Summits
| Оценки критиков  | Оценки критиков |
| Источник         | Оценка          |
| ---------------- | --------------- |
| AllMusic         | [ 1 ]           |
| Drowned in Sound | [ 2 ]           |

Slow Summits — пятый студийный альбом шотландской инди-рок группы The Pastels. Он был выпущен 27 мая 2013 года лейблом Domino Recording Company. Это был их первый полноценный студийный альбом за полтора десятилетия после Illumination 1997 года; между ними они выпустили альбом саундтреков и совместный альбом с японской авангардной поп-группой Tenniscoats.

## История
Стивен Пастел объяснил, что большой перерыв между альбомами был отчасти связан с уходом Аннабель Райт и неуверенностью в том, в каком направлении двигаться, но работа над альбомом The Last Great Wilderness и музыкой для театра дали им представление о том, какую музыку они хотели бы и могли создавать: «У нас был действительно хороший опыт, и это помогло нам развить наши представления о том, какую музыку мы можем создавать, и о том, в чём заключаются основные элементы The Pastels».
Учитывая долгий период создания альбома, некоторые треки были написаны ещё в 1999 году и несколько лет использовались в концертном репертуаре группы. «Secret Music» и «Slow Summits» были записаны во время их последней сессии с Джоном Пилом в августе 1999 года; последняя имела рабочее название «Rundown Rendezvous». «Night Time Made Us» датируется как минимум 2008 годом, а версии «Wrong Light» и «Slow Summits» (к тому времени уже известной как «Slowly Taking Place») были записаны для Марка Райли в марте 2010 года вместе с ещё не изданным треком «The Ballad of Two Elms».
За 16 лет, прошедших с момента выхода последнего полноценного альбома Pastels, Illumination 1997 года, они были заняты совместными проектами (Two Sunsets, записанный с Tenniscoats, 2009), саундтреками (The Last Great Wilderness, 2003) и реальной жизнью (Стивен Пастел открыл магазин пластинок Monorail в Глазго). В это время два основных участника группы (Стивен и Катрина) собрали множество музыкантов-единомышленников (включая Джерарда Лава и мультиинструменталиста Тома Кроссли) и постепенно изменили свой подход к музыке. Хотя их (спорадическая) работа этих лет оставалась чрезвычайно мелодичной и основывалась на поп-структурах, она становилась всё теплее и спокойнее, аранжировки расцветали, превращаясь в гобелены, каждый дюйм которых был заполнен голосами и инструментами. Вместо того, чтобы звучать перегруженно, песни ощущались как тёплые одеяла звука, которые мгновенно переносили вас в место тихое и волшебное. Хотя некоторые песни на Slow Summits относятся к периоду сразу после Illumination, девять песен здесь лежат вместе, как камни на дне ручья, с плавно извивающимися инструментальными партиями («After Image», заглавный трек) уравновешивают медленно разворачивающиеся, душераздирающе искренние баллады («Kicking Leaves» и «Secret Music» в аранжировке Крейга Армстронга, в которой есть прекрасное камео Райта) и покачивающиеся песни в быстром темпе («Check My Heart»), покачивающиеся рука об руку с проникновенными среднетемповыми грувами («Come to the Dance»).
На альбом оказали влияние различные жанры, включая краут-рок, джаз, электронную музыку, саундтреки и арт-рок.

## Отзывы
Альбом получил положительные отзывы музыкальной критики и интернет-изданий. Райан Фоли из The Quietus описал Slow Summits как «альбом, который не так сразу захватывает, как предыдущие релизы, но при этом остаётся честным и энергичным. Шестнадцать лет затишья ничуть не притупили эмоциональную остроту Pastels». Дом Гурли из Drowned in Sound оценил альбом на 8/10: «Slow Summits, пожалуй, представляет собой самую пронизанную любовью и местами экспериментальную коллекцию песен на сегодняшний день. Хотя Slow Summits не такой дерзкий и шумный, как дебютный альбом Up For A Bit… и его предшественник Sittin’ Pretty, он воплощает всё, что можно было бы надеяться и ожидать услышать от группы, на которую ссылаются все без исключения — от Курта Кобейна и Стюарта Мёрдока до Бобби Гиллеспи и Тёрстона Мура».
Тим Сендра из AllMusic отметил, что «Slow Summits — это прекрасная кульминация многолетнего процесса расширения, поскольку Pastels привлекают полный состав соавторов (участники To Rococo Rot и Tenniscoats, сестра Катрины Элисон и Норман Блейк, и это лишь некоторые из них), продюсера, который знает, как превратить звук в нечто идеально упорядоченное, но в то же время органичное (Джон Макинтайр), нового гитариста Джона Хогарти и оригинального участника Аннабель Райт, которые помогают сделать этот альбом самым звучащим за всю их долгую карьеру. Аранжировки также идеально переплетаются. Вокал Стивена и Катрины звучит в этом контексте как нельзя лучше: его сдержанное пение намекает на глубину страсти, не делая этого очевидным; Её фантастически нежное пение передаёт душевность и сострадание. Возможно, это самый ненавязчивый вокальный дуэт в поп-музыке, но, пожалуй, тот, который трогает до глубины души. Благодаря постоянному напору музыки вокруг них, они передают в своих песнях глубокие пласты человеческого опыта. Это самый искренний и доступный альбом, который они когда-либо записывали: мощный, один из самых радостных треков в их карьере („Check My Heart“); глубокий, проникновенный, пасторальный фолк, который мог бы исполнить Ник Дрейк, если бы он только появился на сцене („Summer Rain“); и самая душераздирающе красивая музыка, которую только можно услышать („Secret Music“). „Slow Summits“ — неспешный, сдержанный шедевр, который должен порадовать поклонников группы и музыки в целом, что The Pastels не только так долго остаются в строю, но и выросли в коллектив, способный выпустить нечто столь тёплое и прекрасное».

## Список композиций
| №  | Название             | Автор(ы)                           | Длительность |
| -- | -------------------- | ---------------------------------- | ------------ |
| 1. | «Secret Music»       | Stephen McRobbie                   | 3:26         |
| 2. | «Night Time Made Us» | McRobbie                           | 4:54         |
| 3. | «Check My Heart»     | Katrina Mitchell, Stephen McRobbie | 3:40         |
| 4. | «Summer Rain»        | McRobbie                           | 5:00         |
| 5. | «After Image»        | Mitchell, McRobbie                 | 2:48         |
| 6. | «Kicking Leaves»     | Mitchell                           | 4:19         |
| 7. | «Wrong Light»        | McRobbie                           | 4:52         |
| 8. | «Slow Summits»       | McRobbie, Crossley                 | 6:26         |
| 9. | «Come to the Dance»  | Mitchell                           | 2:41         |

| №   | Название         | Автор(ы)                      | Длительность |
| --- | ---------------- | ----------------------------- | ------------ |
| 10. | «Illuminum Song» | Hideki Kaji, Katrina Mitchell | 4:19         |
| 11. | «Boats»          | Mitchell, McRobbie            | 4:25         |